# Fredi Bobic
Fredi Bobic (słoweń. Fredi Bobič, ur. 30 października 1971 w Mariborze) – były niemiecki piłkarz pochodzenia chorwacko-słoweńskiego występujący na pozycji napastnika.

## Kariera klubowa
Fredi Bobic urodził się w Mariborze, w Socjalistycznej Republice Słowenii w Jugosławii, ale jako dziecko wyemigrował z rodziną do Niemiec Zachodnich. W 1977 roku rozpoczął tam treningi w klubie VfR Bad Cannstatt. W 1980 roku trafił do juniorskiej ekipy zespołu VfB Stuttgart, a w 1986 roku przeniósł się do juniorów Stuttgarter Kickers. W 1990 roku odszedł do TSF Ditzingen z Oberligi Baden-Württemberg. Spędził tam 2 lata.
W 1992 roku Fredi Bobic ponownie został graczem zespołu Stuttgarter Kickers, grającego w 2. Bundeslidze. Tym razem jego barwy reprezentował przez 2 lata. W 1994 roku odszedł do VfB Stuttgart, występującego w Bundeslidze. W tych rozgrywkach zadebiutował 19 sierpnia 1994 roku w wygranym 2−1 meczu z Hamburgerem SV, w którym strzelił także gola. W 1996 roku z 17 golami na koncie został królem strzelców Bundesligi. W 1997 roku zdobył z klubem Puchar Niemiec. W 1998 roku dotarł z zespołem do finału Pucharu Zdobywców Pucharów, jednak VfB Stuttgart przegrał tam z Chelsea FC.
W 1999 roku Bobic trafił do Borussii Dortmund, również grającej w Bundeslidze. Pierwszy ligowy mecz zaliczył tam 14 sierpnia 1999 roku przeciwko 1. FC Kaiserslautern (0−1). W 2001 roku zajął z zespołem 3. miejsce w Bundeslidze. W styczniu 2002 roku został wypożyczony do angielskiego Bolton Wanderers FC. Grał tam do czerwca 2002 roku. Sezon 2002/2003 spędził na wypożyczeniu z Hannoverze 96.
W 2003 roku odszedł do Herthy BSC Berlin, również z Bundesligi. Latem 2005 roku opuścił drużynę Herthy. W styczniu 2006 roku podpisał kontrakt z chorwackim klubem NK Rijeka, gdzie latem tego samego roku zakończył karierę.

## Kariera reprezentacyjna
W reprezentacji Niemiec Bobic zadebiutował 12 października 1994 roku w zremisowanym 0−0 towarzyskim meczu z reprezentacją Węgier. 23 sierpnia 1995 roku w wygranym 2−1 towarzyskim pojedynku z reprezentacją Belgii strzelił pierwszego gola w drużynie narodowej.
W 1996 roku Fredi Bobic został powołany do kadry reprezentacji Niemiec na Mistrzostwa Europy. Zagrał podczas nich w spotkaniach z reprezentacją Czech (2−0), reprezentacją Włoch (0−0) oraz z reprezentacją Chorwacji (2−1). Reprezentacja Niemiec została triumfatorem tamtego turnieju.
W 2004 roku Fredi Bobic ponownie wziął udział w Mistrzostwach Europy. Wystąpił podczas nich w meczach z reprezentacją Holandii (1−1) i reprezentacją Łotwy (0−0). Z tamtego Euro Niemcy odpadli po fazie grupowej.
W latach 1994–2004 w drużynie narodowej Fredi Bobic rozegrał w sumie 37 spotkań i zdobył 10 goli.